# XXVII Gruppo
Il XXVII Gruppo era un gruppo di volo della Regia Aeronautica, attivo nel 14º Stormo.

## Storia
Il XXVII Gruppo si costituì all'Aeroporto di Poggio Renatico nel 1926, composto dalla 17ª Squadriglia e 18ª Squadriglia, ma i Caproni Ca.36 da 450 cv furono sostituiti dal 1927 dai nuovi Caproni Ca.73.
Al 15 gennaio 1927 il XXVII Gruppo Bombardieri Notturni è formato dalla 17ª Squadriglia e 18ª Squadriglia su Caproni Ca.36 ed in seguito Caproni Ca.73 nel 14º Stormo dell'Aeroporto di Ferrara-San Luca.
Il 1º ottobre 1929 il gruppo va all'Aeroporto di Gorizia.
Al 1º gennaio 1931 è formato dalla 17ª Squadriglia e dalla 18ª Squadriglia a Gorizia sui Ca.73 nell'8º Stormo.
Il 18 ottobre lo stormo fu posizionato sull'Aeroporto di Poggio Renatico. In vista dell'inizio delle operazioni belliche in Africa Orientale, lo stormo fu equipaggiato con i bombardieri ricognitori monomotori Caproni Ca.111.

### Guerra d'Etiopia
XXVII Gruppo bombardamento AO rinasce il 19 agosto 1935 all’Aeroporto di Guidonia destinato ad essere dislocato all'Aeroporto di Assab nel Bassopiano Orientale e parte a scaglioni tra il 22 e il 29 agosto nell'ambito della Guerra d'Etiopia. Risultano alle dipendenze del reparto:
- 17ª Squadriglia;
- 18ª Squadriglia.

Tra il 20 e il 24 settembre le squadriglie raggiungono in volo Assab e sono pronte a partecipare alle prime azioni belliche.
Il Gruppo il 2 ottobre 1935 è dislocato ad Assab inquadrato nell’8º Stormo e formato da:
- 17ª Squadriglia a Massaua in corso di montaggio;
- 18ª Squadriglia ad Assab.[1]

Al 15 gennaio 1936 è a Gura (Eritrea).
Il 24 gennaio sgancia 6 bombe C500T all'Iprite su Addi Rassi.

### Africa Orientale Italiana
Al 1º ottobre 1936 il XXVII Gruppo autonomo è nel Comando settore aeronautico nord di Asmara nell'ambito dell'Africa Orientale Italiana con:
- 18ª Squadriglia;
- 52ª Squadriglia;
- 38ª Squadriglia.[3]

### Guerra civile spagnola
Nel gennaio 1938 era all'Aeroporto di Palma di Maiorca nell'8º Stormo dell'Aviazione Legionaria con la 18ª e 52ª Squadriglia con 12 S.M.79.

### Seconda guerra mondiale
Al 10 giugno 1940 il 27º Gruppo del Ten. Col. Eugenio Mazzola è sui Savoia-Marchetti S.M.79 è a Villacidro con la 18ª e 52ª Squadriglia con 8 SM 79 ognuna nell'8º Stormo Bombardamento Terrestre e nell'Aeronautica dell'Africa Orientale il 27º Gruppo Bombardieri Bis vola con la 18ª e la 52ª Squadriglia con 6 Caproni Ca.133 ognuna e la 118ª Squadriglia su 6 S.M.81 ad Assab.
Ai primi si settembre 1943 è a Bologna con la 18ª Squadriglia e la 19ª Squadriglia nell'8º Stormo Bombardamento Terrestre.